# Tomiyamichthys
Tomiyamichthys  o Flabelligobius és un gènere de peixos de la família dels gòbids i de l'ordre dels perciformes.

## Taxonomia
- Tomiyamichthys alleni (Iwata, Ohnishi & Hirata, 2000)[2]
- Tomiyamichthys fourmanoiri (Smith, 1956)
- Tomiyamichthys lanceolatus (Yanagisawa, 1978)
- Tomiyamichthys latruncularius (Klausewitz, 1974)
- Tomiyamichthys oni (Tomiyama, 1936)[3]
- Tomiyamichthys praealta (Lachner & McKinney, 1981)
- Tomiyamichthys smithi (Chen & Fang, 2003)
- Tomiyamichthys tanyspilus (Randall & Chen, 2007)[4][5][6][7][8][9][10]